# Kabrai
Kabrai (o Kabral, Kabarai) è una suddivisione dell'India, classificata come nagar panchayat, di 21.255 abitanti, situata nel distretto di Mahoba, nello stato federato dell'Uttar Pradesh. In base al numero di abitanti la città rientra nella classe III (da 20.000 a 49.999 persone).

## Geografia fisica
La città è situata a 25° 25' 0 N e 80° 1' 0 E e ha un'altitudine di 156 m s.l.m..

## Società

### Evoluzione demografica
Al censimento del 2001 la popolazione di Kabrai assommava a 21.255 persone, delle quali 11.485 maschi e 9.770 femmine. I bambini di età inferiore o uguale ai sei anni assommavano a 3.986, dei quali 2.116 maschi e 1.870 femmine. Infine, coloro che erano in grado di saper almeno leggere e scrivere erano 10.150, dei quali 6.781 maschi e 3.369 femmine.